# هندوستان أمباسادور

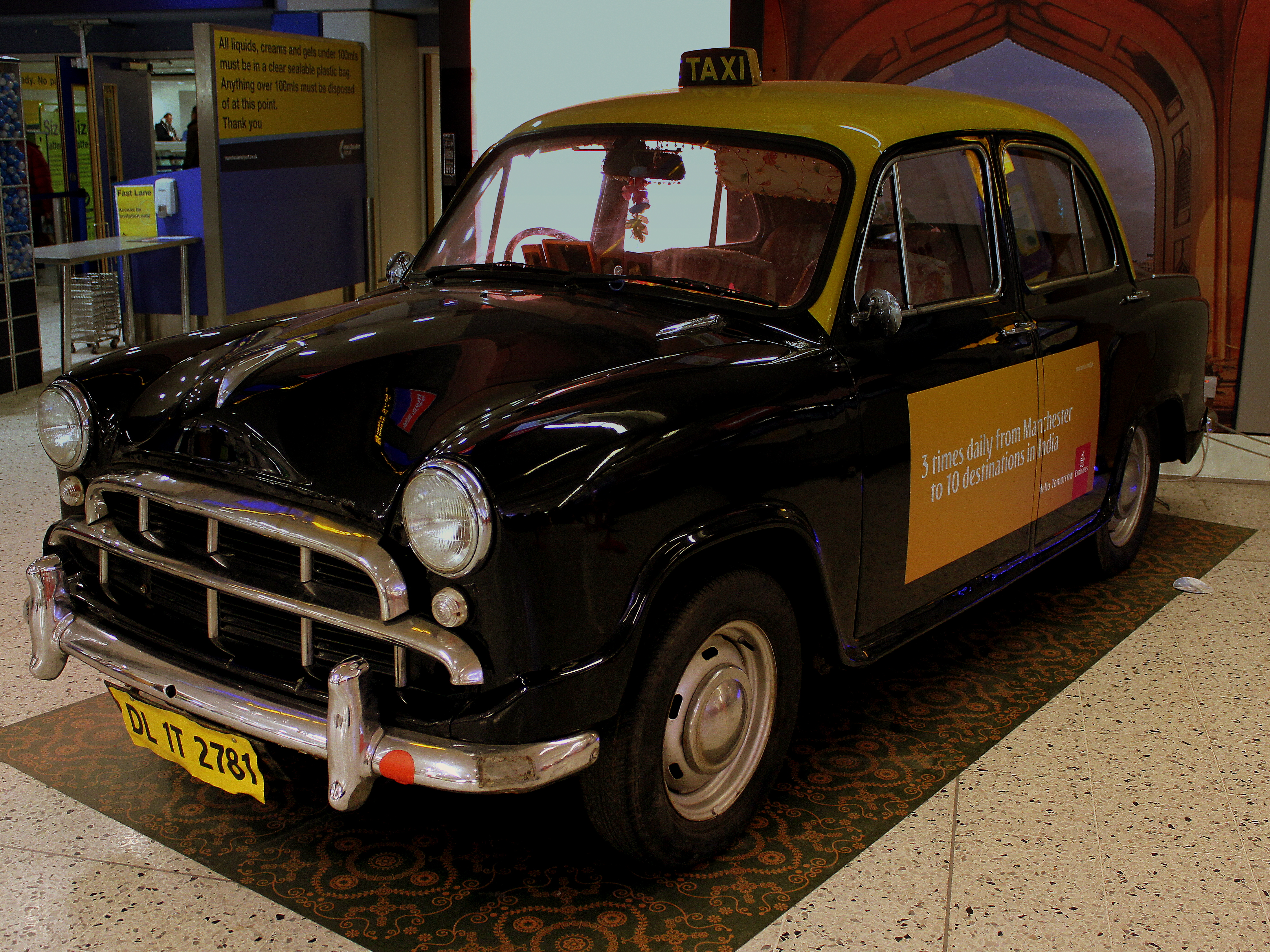
أول جيل لامباسادور من 1957 حتى 1962

هندوستان أمباسادور (بالإنجليزية: Hindustan Ambassador)‏ هي أشهر سيارة في الهند وأعرقها كانت دوما تمثل رمزا لحكومة الهند حيث كانت سيارة الوزراء والمسؤولين حتى سنوات التسعينات وتعتبر النسخة الهندية لسيارة موريس أوكسفورد البريطانية وأنتجت بعدة أجيال ومحركات واحتلت هذه السيارة المرتبة الأولى في تقرير لبي بي سي كأفضل سيارة اجرة في العالم حتى تم ايقاف إنتاجها سنة 2014 لضعف الطلب عليها وارتفاع التكاليف.

## عودة السيارة من جديد

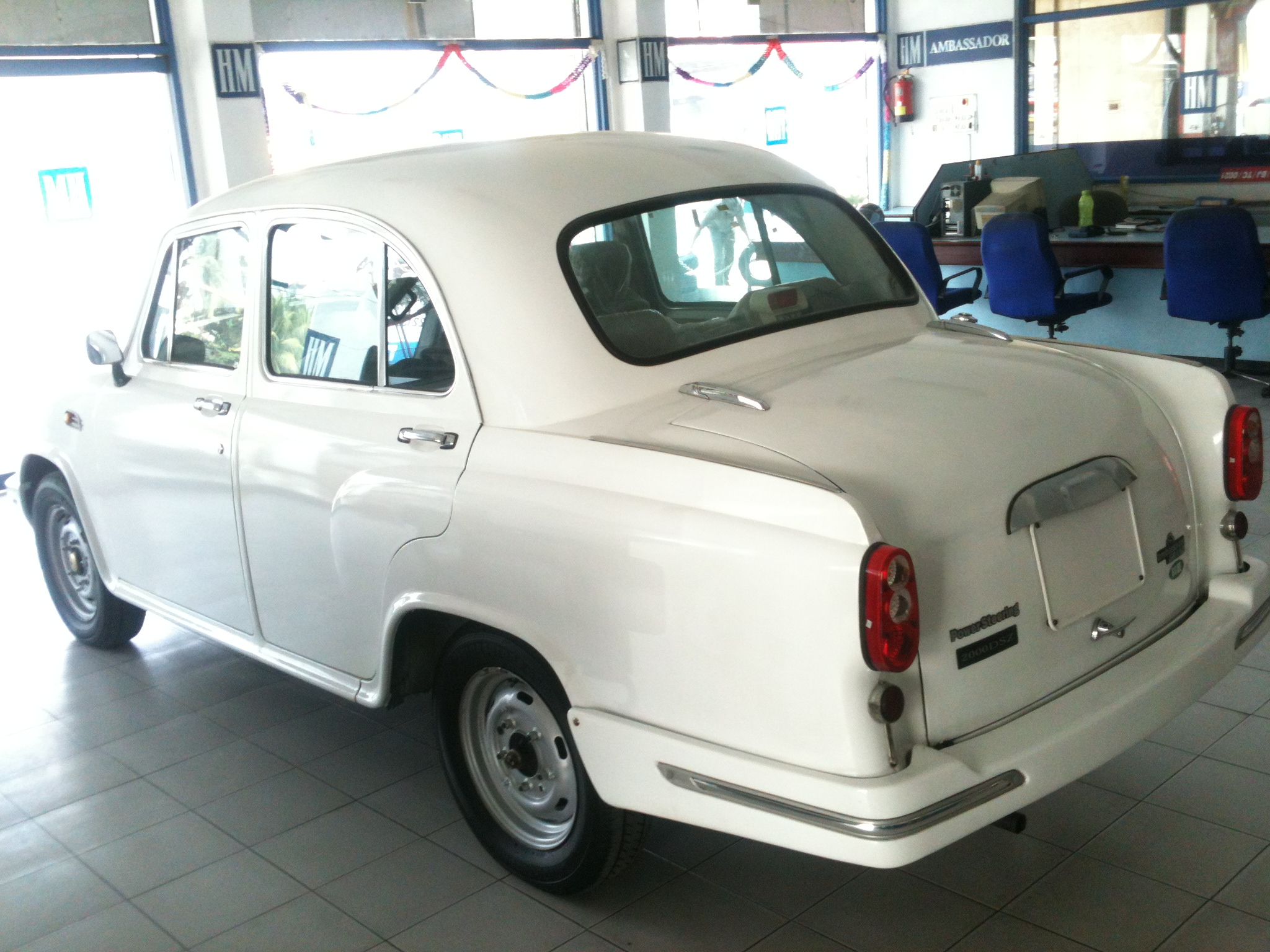
سيارة امباسادور 2013

في سنة 2017 أعلنت شركة بيجو الفرنسية عن شراءها لحقوق سيارة امباسادور لإعادة بعثها وإنتاجها  من جديد وتسويقها بعد تطويرها.